# 蔡潔鈴
蔡潔鈴（Charlie Choi，1983年8月2日—），筆名卓妮爾，香港電影及獨立電影工作者。1999年入行，後來擔任過服裝助理、製片、編劇、副導演，也在電影公司做過助理。

## 簡介
2012年，蔡潔鈴因將其自資製成的電影預告《在途上的人》上載到YouTube，並以此於網上集資拍攝電影，而引起關注。2013年，首次與香港著名網上平台goyeah.com合作，編導微電影《兜售回憶》，該片以懸疑愛情類型包裝，改編自深雪同名小說，於網上亦大受好評，仍在播放中。
其他編導作品有微電影《茶木戀碼》(2014)(榮獲第五屆金花獎國際微電影大賽—最佳男主角及創意文化推動力大獎)、和《嗜血戀人》(2014)(於鮮浪潮2014—國際短片展本地競賽部份、香港獨立電影節2015、香港跳格國際舞蹈影像展2015、第68屆年法國康城影 展2015-短片角落單元 及 波蘭五味電影節2015放映)。
首部執導電影長片《PG戀愛指引》，由葉念琛監製，將於2016年2月25日香港上映 。最新參與合編及美術指導電影作品，由馮志強導演、編劇電影《大樂師.為愛配樂》亦於2016年上映。
蔡潔鈴曾參與的其他作品包括2009年亞洲獨立電影節《蛋散》系列《生日》。

## 電影作品
| 年份   | 片名       | 職銜      | 主演                                                           | 備註                                             |
| 2006年 | 黑夜 -鬼鄰 | 編劇      | 劉心悠、郭品超、黃婉伶、瀨戶朝香、柏原崇                       | 香港日本泰國三地導演梁柏堅、秋山貴彥、譚力截祿冠 |
| 2009年 | 生日       | 導演      | 陳逸寧、陸駿光                                                 | 短片；屬於2009年亞洲獨立電影節《蛋散》系列       |
| 2012年 | 懸紅       | 美術指導  | 杜汶澤、薛凱琪、萬梓良                                         | 馮志強導演                                       |
| 2012年 | 在途上的人 | 編劇/導演 |                                                                | 籌備中                                           |
| 2012年 | 兜售回憶   | 編劇/導演 | 周秀娜、詩雅、陳嘉桓、周美欣                                   | 微電影                                           |
| 2013年 | 超級經理人 | 美術指導  |                                                                | 馮志强導演                                       |
| 2014年 | 茶木戀碼   | 編劇/導演 | 關楚耀、Robynn ＆ Kendy                                        | 微電影                                           |
| 2014年 | 嗜血戀人   | 編劇/導演 | 喇英、余曉彤                                                   | 短片                                             |
| 2016年 | PG戀愛指引 | 導演      | 岑日珈、莊思敏、崔碧珈、曾淑雅、林盛斌、趙勁皓、馬志威、陸駿光 | 首部電影長片                                     |

## 外部連結
- 卓妮爾CharlieChoi的新浪微博
- YouTube上的蔡潔鈴頻道
- 蔡潔鈴在互联网电影资料库（IMDb）上的資料（英文）（英文）
- 在AllMovie上蔡潔鈴的頁面（英文）
- 蔡潔鈴在香港影庫上的簡介